# Calapino di Lodrone

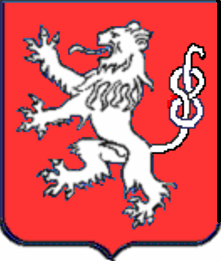
Stemma dei Lodron

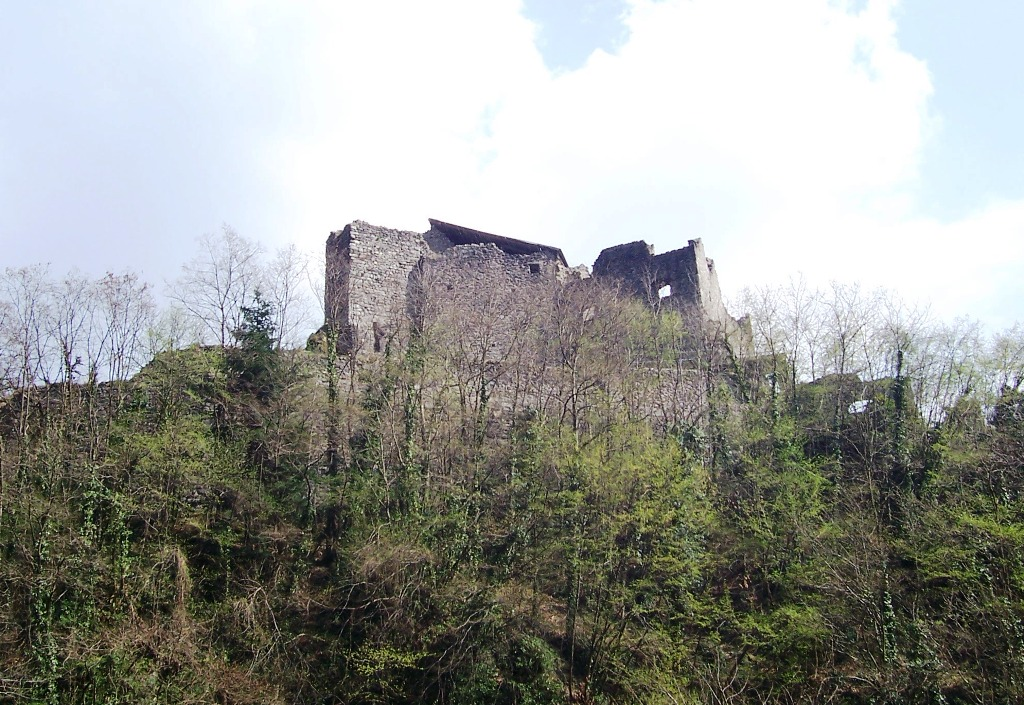
castello di Lodrone

Calapino di Lodrone (XII secolo) è stato un nobile italiano.

## Biografia
Citato in un atto del 1185, fu cavaliere e vassallo di Enrico conte di Appiano e considerato il capostipite della famiglia Lodron.
Era discendente di uno dei "tredici uomini illustri di Storo", appartenenti a sette ceppi familiari, alleati per la conquista del castello di Lodrone.
Morì forse nel 1189.